# 邢州
邢州，中国古代的州。
隋朝开皇十六年（596年）置，原为襄国郡。治所在今河北省邢台市。
唐朝时，邢州辖境相当今河北省巨鹿县、广宗县以西，泜河以南及沙河以北地。武德元年（618年），改为邢州总管府，管六州（邢州、温州、和州、封州、蓬州、东龙州）。邢州领龙冈县、尧山县和内丘县。武德四年（621年），平窦建德，罢总管府。割内丘县属赵州，废除和州、温州和封州，以其所领南和县、沙河县和平乡县三县，归属邢州，又设任县。武德五年（622年），割赵州的内丘县、柏仁县归属邢州。天宝元年（742年），改为钜鹿郡，柏仁县改名为尧山县。乾元元年（758年），复为邢州。户二万一千九百八十五，口九万九百六十。天宝年间，户七万一百八十九，口三十八万二千七百九十八。领龙冈县、沙河县、南和县、钜鹿县、平乡县、任县、尧山县和内丘县。旧领九县，武德元年，曾拆分龙冈县、内丘县置青山县，开成五年（840年）并入龙冈县。
北宋时，属河北西路，宣和元年（1119年）升为信德府，领八县：邢台县、沙河县、任县、尧山县、平乡县、内丘县、南和县和钜鹿县。金国占领后，复为邢州。元朝中统三年（1262年），为顺德府。
唐、宋时烧造瓷器著名，号称“邢窑”，白瓷更称上品。陆羽《茶经》比之银、雪，与“越瓷”齐名。
| 唐朝邢州辖县 | 唐朝邢州辖县                                                                                               |
| ------------ | --- |
| 618年        | 龙冈县、内丘县、青山县（南和县改属和州，沙河县改属温州，柏仁县改属东龙州，巨鹿县改属起州，平乡县改属封州） |
| 621年        | 龙冈县、青山县（新设任县，南和县、沙河县、平乡县来属，内丘县改属赵州）                                     |
| 622年        | 龙冈县、青山县、任县、南和县、沙河县、平乡县（内丘县、柏仁县来属）                                         |
| 627年        | 龙冈县、青山县、任县、南和县、沙河县、平乡县、内丘县、柏仁县（巨鹿县来属）                                 |
| 634年        | 龙冈县、青山县、任县、南和县、沙河县、平乡县、内丘县、柏仁县、巨鹿县                                       |
| 684年        | 龙冈县、青山县、任县、南和县、沙河县、平乡县、内丘县、柏仁县、巨鹿县                                       |
| 742年        | 龙冈县、青山县、任县、南和县、沙河县、平乡县、内丘县、柏仁县（改名尧山县）、巨鹿县                         |
| 839年        | 龙冈县、任县、南和县、沙河县、平乡县、内丘县、尧山县、巨鹿县（废除青山县）                                 |

| 唐朝邢州刺史 - 陈君宾（618年—619年） - 裴勣（贞观年间） - 崔思默（贞观年间） - 李宽（646年） - 李乾祐（永徽初年） - 卢承业（显庆、龙朔年间） - 郑湛（唐高宗前期） - 长孙无傲（唐高宗前期） - 韦恽（669年） - 李慎（669年—674年） - 权怀恩（唐高宗时） - 韦玄俨（唐高宗时） - 郑乾奖（唐高宗时） - 陈宏（唐高宗时） - 李灵夔（685年—688年） - 韦玄俨（武周时） - 毕憬（武周时） - 徐莹（武周时） - 李怀远（武周时，未任） - 黄文轨（698年） - 孙俊（武周时） - 杜知谨（701年—704年） - 冯昭泰（707年） - 张义方（唐中宗时） - 荣元卿（唐睿宗时） - 史承节（唐玄宗初年） - 韦铣（717年） - 薛莹（719年） - 李升期（725年） - 郑溥（开元年间） - 李津容（开元年间） - 李质（739年） - 巨鹿郡太守 | - 李庭训（758年） - 周贽（上元年间） - 封演（大历年间） - 薛坚（大历年间） - 李洪（781年） - 元谊（贞元年间） - 李康（796年） - 阳旻（810年） - 王士则（815年） - 张遵（817年） - 高承简（818年—821年） - 薛常翙（821年） - 李行循（大和、开成年间） - 崔嘏（844年） - 崔骈（大中初年） - 支竦（851年） - 王纵（大中年间） - 李庠（862年） - 李肱（863年之前） - 卢某（咸通、乾符年间） - 王回（876年） - 孟方立（883年—889年） - 安金俊（886年—887年） - 孟迁（889年—890年） - 安金俊（890年） - 李罕之（890年） - 安知建（890年—891年） - 李存孝（891年—894年） - 马师素（894年—898年） - 葛从周（898年—899年） - 张归霸（899年—900年） - 寇彦卿（901年—903年） - 韩恭（903年） - 牛存节（903年—907年） - 张瑰 |